# ヴィントゥオン県
ヴィントゥオン県（ヴィントゥオンけん、ベトナム語：Huyện Vĩnh Tường / 縣永祥?）は、ベトナムヴィンフック省の県である。

## 行政区画
以下の3市鎮26社を管轄する。
- ヴィントゥオン市鎮（Vĩnh Tường / 永祥）
- トータン市鎮（Thổ Tang / 土桑）
- トゥーチュン市鎮（Tứ Trưng / 四徵）
- アントゥオン社（An Tường / 安祥）
- ビンズオン社（Bình Dương / 平陽）
- ボーサオ社（Bồ Sao / 蒲稍）
- カオダイ社（Cao Đại / 高大）
- チャンフン社（Chấn Hưng / 振興）
- ダイドン社（Đại Đồng / 大同）
- キムサー社（Kim Xá / 金舍）
- ルンホア社（Lũng Hòa / 隴和）
- リーニャン社（Lý Nhân / 里仁）
- ギアフン社（Nghĩa Hưng / 義興）
- グーキエン社（Ngũ Kiên / 五堅）
- フーダ社（Phú Đa / 富多）
- フーティン社（Phú Thịnh / 富盛）
- タムフック社（Tam Phúc / 三福）
- タンクオン社（Tân Cương / 新剛）
- タンティエン社（Tân Tiến / 新進）
- トゥオンチュン社（Thượng Trưng / 上徵）
- トゥアンチン社（Tuân Chính / 遵政）
- ヴァンスアン社（Vân Xuân / 雲春）
- ヴィエトスアン社（Việt Xuân / 越春）
- ヴィンニン社（Vĩnh Ninh / 永寧）
- ヴィンソン社（Vĩnh Sơn / 永山）
- ヴィンティン社（Vĩnh Thịnh / 永盛）
- ヴーズィー社（Vũ Di / 武夷）
- イエンビン社（Yên Bình / 安平）
- イエンラップ社（Yên Lập / 安立）